# Đồ gốm Rengetsu
Đồ gốm Rengetsu (蓮月焼 Rengetsu-yaki, Liên Nguyệt thiêu) là loại đồ gốm Nhật Bản do ni cô Ōtagaki Rengetsu (1791–1875) làm ra.

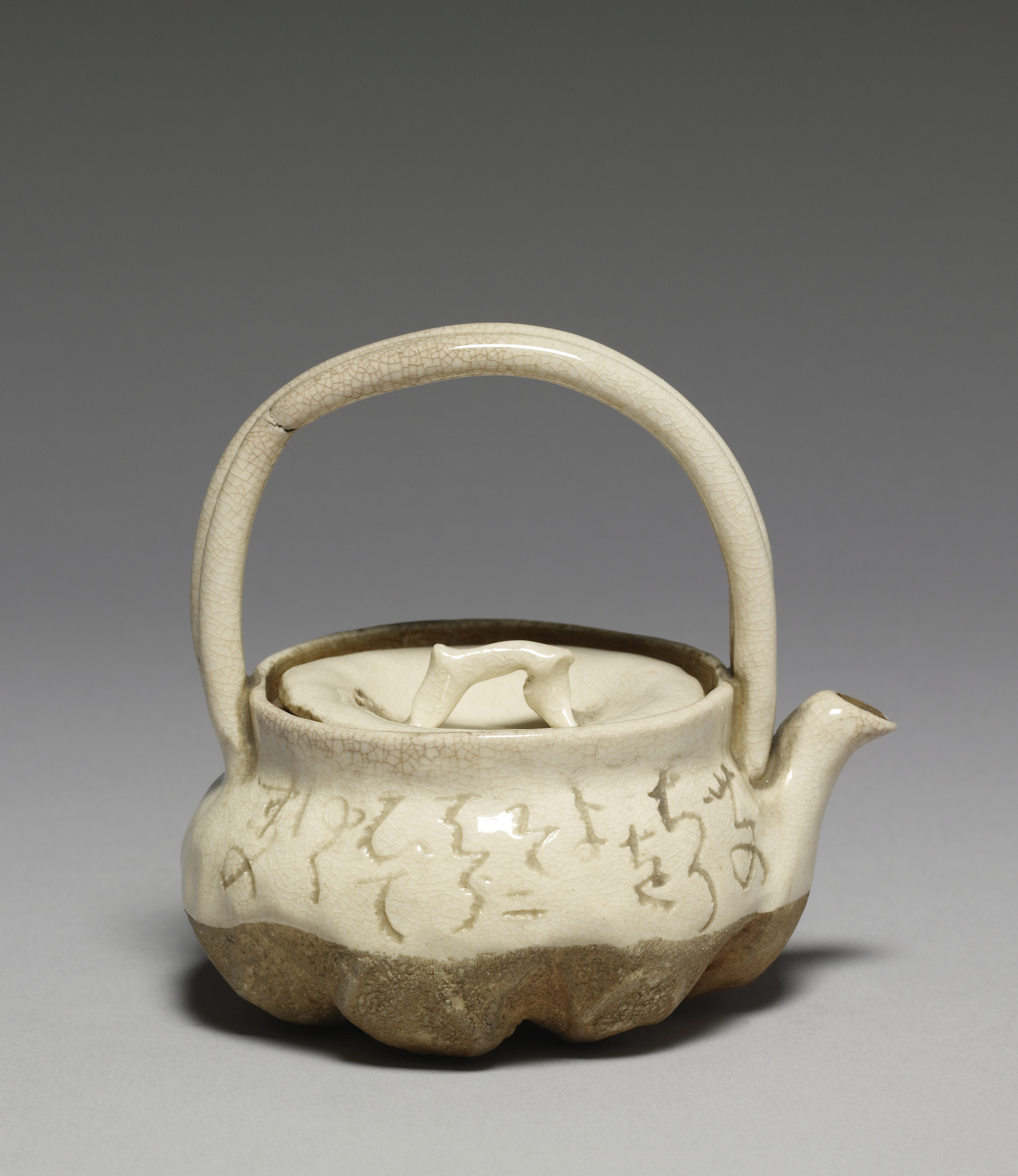
Ấm pha trà ngâm (kyūsu) có khắc một bài thơ waka của Ōtagaki Rengetsu, đồ gốm đá tráng men tro rơm rạ. Cuối thời Edo đầu thời Minh Trị giữa thế kỷ 19

Bà là nhà thơ và nhà thư pháp đồng thời cũng là nghệ nhân xuất sắc vào cuối thời Edo. Rengetsu đã góp phần tạo ra một vài loại ấm pha tra dành cho kiểu uống trà truyền thống sencha và chanoyu. Bà còn cho xuất xưởng một số lượng lớn bình đựng rượu sake như bình tokuri và cốc guinomi. Ngoài ra, Rengetsu ưa thích tô điểm cho đồ gốm qua những bài thơ được viết theo lối viết thư pháp của riêng bà.
Kiểu cách sản xuất đồ gốm của Rengetsu vẫn được tiếp tục kể cả sau khi bà qua đời đến mức người ta còn cho mở hẳn một trung tâm sản xuất đồ gốm truyền thống nằm ở Okazaki, Kyoto.